# Steve Aizlewood
Pour les articles homonymes, voir Aizlewood.
Steve Aizlewood est un footballeur gallois né le 9 octobre 1952 à Newport et mort  dans cette ville le 6 août 2013 

## Carrière
- 1969-1976 : Newport County  Pays de Galles
- 1976-1979 : Swindon Town  Angleterre
- 1979-1983 : Portsmouth  Angleterre
- 1983-1985 : Waterlooville   Angleterre

## Sélections
- 5 sélections (0 but) avec l'équipe espoirs du Pays de Galles.